# ONE Pro Cycling
L'equip ONE Pro Cycling (codi UCI: ONE) és un equip ciclista britànic creat el 2015. L'any següent ja va ascendir a categoria continental professional però el 2017 va tornar a baixar a categoria continental.

## Principals victòries
- Tro Bro Leon: Martin Mortensen (2016)
- Beaumont Trophy: Dion Smith (2016), Peter Williams (2017)
- Ronda van Midden-Nederland: Chris Opie (2016), Kamil Gradek (2017)
- Gran Premi dels Marbrers: Karol Domagalski (2017)

### Grans Voltes
- Tour de França
  - 0 participacions
- Giro d'Itàlia
  - 0 participacions
- Volta a Espanya
  - 0 participacions

## Composició de l'equip
| \| Llista de l'equip 2016 \| Llista de l'equip 2016 \| Llista de l'equip 2016 \| Llista de l'equip 2016 \| \| Ciclista \| Data de naixement \| Equip previ \| \| \| --------------------------------------- \| ---------------------- \| ---------------------------------- \| ---------------------- \| \| Yanto Barker \| 6 de gener de 1980 \| Team Raleigh-GAC (2014) \| \| \| Tom Baylis \| 3 de gener de 1996 \| \| \| \| Marcin Białobłocki \| 2 de setembre de 1983 \| Giordana Racing (2014) \| \| \| Karol Domagalski \| 9 de agost de 1989 \| Team Raleigh GAC (2015) \| \| \| John Ebsen \| 15 de novembre de 1988 \| Androni Giocattoli-Sidermec (2015) \| \| \| Matthew Harley Goss \| 5 de novembre de 1986 \| MTN-Qhubeka (2015) \| \| \| Richard Handley \| 1 de setembre de 1990 \| JLT Condor (2015) \| \| \| George Harper \| 10 de juliol de 1992 \| Giordana Racing (2014) \| \| \| Kristian House \| 6 de octubre de 1979 \| JLT Condor (2015) \| \| \| Joshua Hunt \| 3 de abril de 1991 \| NFTO (2014) \| \| \| Sebastian Lander \| 11 de març de 1991 \| Trefor-Blue Water (2015) \| \| \| Hayden McCormick \| 1 de gener de 1994 \| Lotto-Soudal U23 (2015) \| \| \| Martin Mortensen \| 5 de novembre de 1984 \| Cult Energy (2015) \| \| \| Glenn O'Shea \| 1 de juny de 1989 \| Budget Forklifts (2015) \| \| \| Chris Opie \| 22 de juliol de 1987 \| Rapha Condor JLT (2014) \| \| \| James Oram \| 7 de juny de 1993 \| Axeon (2015) \| \| \| Dion Smith \| 3 de març de 1993 \| Hincapie Racing (2015) \| \| \| Steele Von Hoff \| 31 de desembre de 1987 \| NFTO (2015) \| \| \| Peter Williams \| 13 de desembre de 1986 \| IG-Sigma Sport (2013) \| \| \| Samuel Williams \| 18 de març de 1994 \| NFTO (2014) \| \| \| \| \| \| \| \| Fonts: ProCyclingStats Cycling Archives \| \| \| \| |                        |                                    |  |
| Llista de l'equip 2016 |                        |                                    |  |
| Ciclista | Data de naixement      | Equip previ                        |  |
| Yanto Barker | 6 de gener de 1980     | Team Raleigh-GAC (2014)            |  |
| Tom Baylis | 3 de gener de 1996     |                                    |  |
| Marcin Białobłocki | 2 de setembre de 1983  | Giordana Racing (2014)             |  |
| Karol Domagalski | 9 de agost de 1989     | Team Raleigh GAC (2015)            |  |
| John Ebsen | 15 de novembre de 1988 | Androni Giocattoli-Sidermec (2015) |  |
| Matthew Harley Goss | 5 de novembre de 1986  | MTN-Qhubeka (2015)                 |  |
| Richard Handley | 1 de setembre de 1990  | JLT Condor (2015)                  |  |
| George Harper | 10 de juliol de 1992   | Giordana Racing (2014)             |  |
| Kristian House | 6 de octubre de 1979   | JLT Condor (2015)                  |  |
| Joshua Hunt | 3 de abril de 1991     | NFTO (2014)                        |  |
| Sebastian Lander | 11 de març de 1991     | Trefor-Blue Water (2015)           |  |
| Hayden McCormick | 1 de gener de 1994     | Lotto-Soudal U23 (2015)            |  |
| Martin Mortensen | 5 de novembre de 1984  | Cult Energy (2015)                 |  |
| Glenn O'Shea | 1 de juny de 1989      | Budget Forklifts (2015)            |  |
| Chris Opie | 22 de juliol de 1987   | Rapha Condor JLT (2014)            |  |
| James Oram | 7 de juny de 1993      | Axeon (2015)                       |  |
| Dion Smith | 3 de març de 1993      | Hincapie Racing (2015)             |  |
| Steele Von Hoff | 31 de desembre de 1987 | NFTO (2015)                        |  |
| Peter Williams | 13 de desembre de 1986 | IG-Sigma Sport (2013)              |  |
| Samuel Williams | 18 de març de 1994     | NFTO (2014)                        |  |
| |                        |                                    |  |
| Fonts: ProCyclingStats Cycling Archives |                        |                                    |  |

| \| Llista de l'equip 2017 \| Llista de l'equip 2017 \| Llista de l'equip 2017 \| Llista de l'equip 2017 \| \| Ciclista \| Data de naixement \| Equip previ \| \| \| --------------------------------------- \| ---------------------- \| ----------------------- \| ---------------------- \| \| Tom Baylis \| 3 de gener de 1996 \| \| \| \| Karol Domagalski \| 9 de agost de 1989 \| Team Raleigh GAC (2015) \| \| \| George Harper \| 10 de juliol de 1992 \| Giordana Racing (2014) \| \| \| William Harper \| 27 de febrer de 1990 \| Pedal Heaven (2016) \| \| \| Kristian House \| 6 de octubre de 1979 \| JLT Condor (2015) \| \| \| Joshua Hunt \| 3 de abril de 1991 \| NFTO (2014) \| \| \| Hayden McCormick \| 1 de gener de 1994 \| Lotto-Soudal U23 (2015) \| \| \| James Oram \| 7 de juny de 1993 \| Axeon (2015) \| \| \| Dion Smith \| 3 de març de 1993 \| Hincapie Racing (2015) \| \| \| Thomas Stewart \| 9 de gener de 1990 \| Madison Genesis (2016) \| \| \| Steele Von Hoff \| 31 de desembre de 1987 \| NFTO (2015) \| \| \| Peter Williams \| 13 de desembre de 1986 \| IG-Sigma Sport (2013) \| \| \| Samuel Williams \| 18 de març de 1994 \| NFTO (2014) \| \| \| Kamil Gradek (8 de març–31 de des) \| 17 de setembre de 1990 \| Verva ActiveJet (2016) \| \| \| \| \| \| \| \| Fonts: ProCyclingStats Cycling Quotient \| \| \| \| |                        |                         |  |
| Llista de l'equip 2017 |                        |                         |  |
| Ciclista | Data de naixement      | Equip previ             |  |
| Tom Baylis | 3 de gener de 1996     |                         |  |
| Karol Domagalski | 9 de agost de 1989     | Team Raleigh GAC (2015) |  |
| George Harper | 10 de juliol de 1992   | Giordana Racing (2014)  |  |
| William Harper | 27 de febrer de 1990   | Pedal Heaven (2016)     |  |
| Kristian House | 6 de octubre de 1979   | JLT Condor (2015)       |  |
| Joshua Hunt | 3 de abril de 1991     | NFTO (2014)             |  |
| Hayden McCormick | 1 de gener de 1994     | Lotto-Soudal U23 (2015) |  |
| James Oram | 7 de juny de 1993      | Axeon (2015)            |  |
| Dion Smith | 3 de març de 1993      | Hincapie Racing (2015)  |  |
| Thomas Stewart | 9 de gener de 1990     | Madison Genesis (2016)  |  |
| Steele Von Hoff | 31 de desembre de 1987 | NFTO (2015)             |  |
| Peter Williams | 13 de desembre de 1986 | IG-Sigma Sport (2013)   |  |
| Samuel Williams | 18 de març de 1994     | NFTO (2014)             |  |
| Kamil Gradek (8 de març–31 de des) | 17 de setembre de 1990 | Verva ActiveJet (2016)  |  |
| |                        |                         |  |
| Fonts: ProCyclingStats Cycling Quotient |                        |                         |  |

## Classificacions UCI

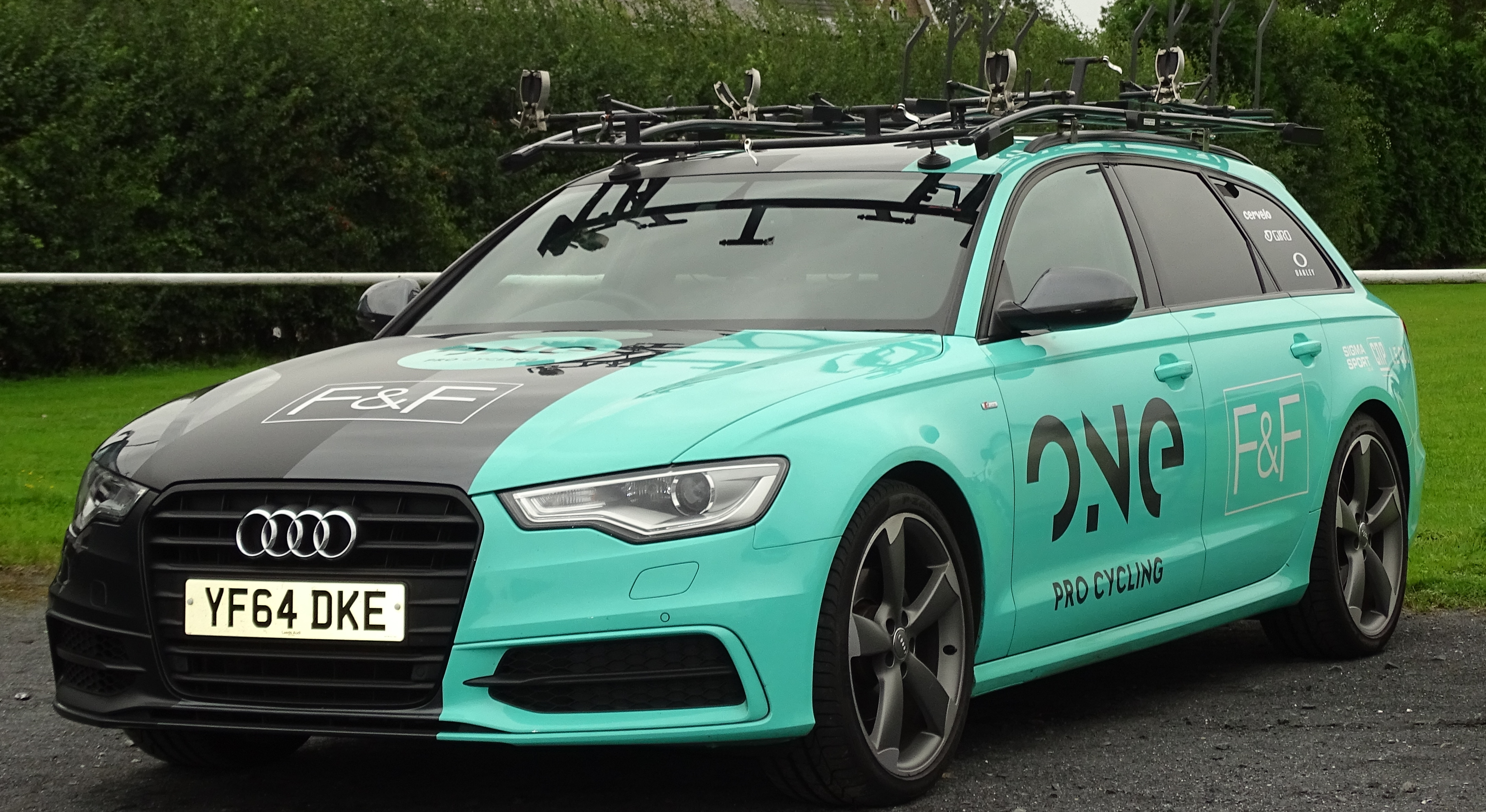
Vehicle de l'equip

L'equip participa en les proves dels circuits continentals i principalment en les curses del calendari de l'UCI Europa Tour.
UCI Amèrica Tour
| Temporada | Classificació per equips | Millor ciclista en la classificació individual |
| --------- | ------------------------ | ---------------------------------------------- |
| 2015      | 47è                      | Marcin Białobłocki (279è)                      |
| 2016      | 47è                      | Hayden McCormick (436è)                        |

UCI Àsia Tour
| Temporada | Classificació per equips | Millor ciclista en la classificació individual |
| --------- | ------------------------ | ---------------------------------------------- |
| 2016      | 20è                      | George Harper (121è)                           |
| 2017      | 49è                      | Thomas Stewart (103è)                          |

UCI Europa Tour
| Temporada | Classificació per equips | Millor ciclista en la classificació individual |
| --------- | ------------------------ | ---------------------------------------------- |
| 2015      | 59è                      | Marcin Białobłocki (158è)                      |
| 2016      | 15è                      | Dion Smith (43è)                               |
| 2017      | 37è                      | Karol Domagalski (182è)                        |

UCI Oceania Tour
| Temporada | Classificació per equips | Millor ciclista en la classificació individual |
| --------- | ------------------------ | ---------------------------------------------- |
| 2016      | 3r                       | Dion Smith (5è)                                |
| 2017      | 10è                      | James Oram (20è)                               |